# Franz Petry
Franz Petry (* 17. Mai 1889 in Frankfurt am Main; † 29. September 1915 in Wilna) war ein deutscher Ökonom.

## Leben
Franz Petry besuchte das Realgymnasium in Frankfurt und erhielt dort Ostern 1907 die Hochschulreife. Er erlernte den Beruf eines Kaufmanns im väterlichen Geschäft und begann im Sommersemester 1909 Nationalökonomie und Philosophie in der Berliner Universität zu studieren. Im folgenden Semester setzte er sein Studium an der Universität Freiburg fort. Philosophie studierte er bei Alois Riehl und Heinrich Rickert. Vom Sommersemester 1911 bis Ostern 1912 studierte er wieder in Berlin. Ab Ostern 1912 bis Mai 1914 beendete er sein Studium in Freiburg und schloss es am 25. Mai 1914 mit seiner Promotion ab.
Petry meldete sich freiwillig, als der Erste Weltkrieg im August 1914 ausbrach. Er wurde verwundet und starb 1915 in einem Lazarett in Wilna.

## Wirkung seiner Dissertation
In seiner 1916 posthum erschienen Dissertationsschrift Der soziale Gehalt der Marxschen Werttheorie wurden erstmals konsequent qualitative und quantitative Aspekte der marxschen Werttheorie unterschieden. Erste Auseinandersetzungen mit dem einzigen Werk des im Ersten Weltkrieg 26-jährig verstorbenen Petrys fanden u. a. durch Rudolf Hilferding (1919) und Isaak Iljitsch Rubin (1928) statt. Auch Paul Sweezy (1942) bezog sich positiv auf ihn, sowie in neuerer Zeit Michael Heinrich (1999). Für Rubin würde sich Petry in „der ausgedehnten kritischen Literatur über Marx, die so überreichliche Beispiele einfachen Nichtverstehens und Nichtverstehenwollens“ biete, absetzen, da er mit „gewissenhaften Streben“ verfolgte, „in die Gedankengänge Marxens einzudringen.“ Nach Heinrich habe „kein Marxist“, sondern Petry eine „erste methodisch reflektierte, die quantitativen von den qualitativen Momenten streng unterscheidende Interpretation der Marxschen Werttheorie“ vorgelegt. Für Sweezy verdiene dieses „kleine Buch“ von Petry „sehr viel mehr Beachtung, als ihm zuteil wurde.“

## Werk
- Der soziale Gehalt der Marxschen Werttheorie. Gustav Fischer, Jena 1916. (Online)
- Der soziale Gehalt der Marxschen Werttheorie. Brill mentis, Paderborn 2023, ISBN 978-3-95743-280-3 (Paperback), ISBN 978-3-96975-280-7 (E-Book) – Mit einer ausführlichen Einleitung und drei Besprechungen (u. a. Rudolf Hilferding) des Buches